# Lijst van voetbalinterlands Amerikaanse Maagdeneilanden - Curaçao (vrouwen)
Deze lijst van voetbalinterlands is een overzicht van alle officiële voetbalinterlands tussen de nationale vrouwenteams van de Amerikaanse Maagdeneilanden en de Curaçao. De landen hebben tot nu toe één keer tegen elkaar gespeeld.

## Wedstrijden
| № | Plaats        | Datum        | Competitie           | Wedstrijd                             | Uitslag |
| - | ------------- | ------------ | -------------------- | ------------------------------------- | ------- |
| 1 | Christiansted | 6 april 2022 | WK 2023 kwalificatie | Amerikaanse Maagdeneilanden − Curaçao | 0 − 1   |

## Samenvatting
| Competitie      | Totaal gespeeld | Winst Amerikaanse Maagdeneilanden | Gelijk | Winst Curaçao | Doelsaldo Amerikaanse Maagdeneilanden – Curaçao |
| --------------- | --------------- | --------------------------------- | ------ | ------------- | ----------------------------------------------- |
| WK kwalificatie | 1               | 0                                 | 0      | 1             | 0 − 1                                           |
| Totaal          | 1               | 0                                 | 0      | 1             | 0 − 1                                           |